# Liolaemus saxatilis
Espèce
Statut de conservation UICN

 LC  : Préoccupation mineure
Liolaemus saxatilis est une espèce de sauriens de la famille des Liolaemidae.

## Répartition
Cette espèce est endémique de la province de Córdoba en Argentine. Elle est présente entre 400 et 1 000 m d'altitude.

## Description
C'est un saurien ovipare.

## Publication originale
- Avila, Cei, Martori & Acosta, 1992 : A new species of Liolaemus of the bibroni group from granitic ravines of Achiras Sierra de Comechingones, Cordoba Argentina (Reptilia: Tropiduridae). Museo Regionale Di Scienze Naturali Bollettino (Torino), vol. 10, no 1, p. 101-111.